# جوزف زوبین
جوزف زوبین (به انگلیسی: Joseph Zubin) روانشناس آمریکایی و متخصص روانشناسی مرضی که به خاطر کشف و ترویج روشهای عینی برای ارزشیابی درمان اختلالهای روانی شهرت یافت.